# Дженні Флетчер
Дженні Флетчер (англ. Jennie Fletcher, 19 березня 1890 — 17 січня 1968) — британська плавчиня.
Олімпійська чемпіонка 1912 року.